# Łukta
Łukta (niem. Locken) – wieś w Polsce położona w województwie warmińsko-mazurskim, w powiecie ostródzkim, w gminie Łukta. Miejscowość jest siedzibą gminy Łukta. W latach 1975–1998 miejscowość administracyjnie należała do województwa olsztyńskiego.
Łukta położona jest  we wschodniej części historycznych Prus Górnych zwanej Hockerlandią, obejmującej tereny dawnej Pogezanii, około 17 km od Morąga. Przez wieś przepływa rzeka Łukta. Na terenie wsi działa Fundacja Rozwoju Regionu Łukta, Gminny Ośrodek Kultury, piłkarski klub sportowy Warmiak Łukta. We wsi znajduje się kościół wraz z ogrodzeniem i wieżą, restauracje, sklepy spożywcze, mleczarnia.

## Komunikacja i transport

### Transport drogowy
Wieś jest lokalnym węzłem drogowym – krzyżują się w niej trzy drogi wojewódzkie:
- przez miejscowość przebiega droga wojewódzka nr 527: Dzierzgoń – Łukta – Olsztyn
- przez miejscowość przebiega droga wojewódzka nr 530: Ostróda – Łukta – Dobre Miasto
- przez miejscowość przebiega droga wojewódzka nr 531: Łukta – Podlejki

## Historia
Wieś powstała w 1340. W 1352 Winrych von Kniprode nadał Prusom: Jonemu i Girmannowi 5 włók. W 1407 r. wielki mistrz krzyżacki Ulrich von Jungingen udzielił wsparcia przy budowie tutejszego kościoła. W roku 1414, w czasie wojen, Łukta została zniszczona przez polskie wojsko, które spaliło młyn, 4 karczmy oraz 12 gospodarstw. Kościół gotycki wybudowano w XV w. W 1448 r. wieś obejmowała 20 włók, a majątek rycerski - 6 włók. Poza chłopami czynszowymi w Łukcie mieszkało 12 zagrodników, 23 pszczelarzy, piekarz i rzeźnik. Działał także tartak. W roku 1454 we wsi stacjonowali zaciężni rycerze czescy, będący na służbie Zakonu. 
W XVI wieku we wsi były dwie karczmy, młyn, kowal i garncarz. Pod koniec XVI wieku funkcjonowały 4 karczmy, szkoła oraz cegielnia. W roku 1538 bp Paweł Speratus wysłał do Łukty pastora. W 1542 r. pastorem w Łukcie był Wojciech Skudejski z Krakowa. W tym czasie w Łukcie mieszkała w większości ludność polska. W 1587 roku Łukta posiadała 20 włók (z czego cztery były własnością kościoła).  W 1578 r. do wsi należało 39 włók. Wśród wolnych pruskich wymieniani są: Grzegorz Sobotka, Jedam, Sikora. W czasie wizytacji biskupiej z roku 1578 ustalono, że nabożeństwa będą odprawiane na zmianę w języku polskim i niemieckim. W tym czasie Antoni Borck zapisał kościołowi 900 grzywien na uposażenie pastora i nauczyciela. W 1630 roku spłonęły tartak i młyn.
W 1706 r., za zgodą starostwa, zaczęły się odbywać w Łukcie stałe targi końskie. W tym czasie do parafii w Łukcie należało pięć majątków ziemskich i sześć wsi. W 1714 r. 17 włók było uprawianych, a 18 leżało odłogiem. W tym czasie pastorem był Marcin Luttermann, natomiast w 1724 r. pastorem w Łukcie został Andrzej Popławski, później niejaki Zacha. W 1783 r. Łukta była wsią królewską z 33 domami.
W latach 1806–1807 we wsi kwaterowali żołnierze 13. pułku grenadierów francuskich. W tym czasie dwudziestu dwóch chłopów poniosło z tego tytułu duże straty. W 1807 r. został zniszczony kościół przez wojska francuskie. W 1861 r. we wsi mieszkało 818 osób. W 1895 r. wieś miała 866 ha i mieszkało w niej 818 ludzi.
W 1939 r. we wsi mieszkało 780 osób. Od 2 lipca 1945 w Łukcie rozpoczyna pracę z nominacji starosty powiatu Ostróda zarząd gminy w składzie: Franciszek Płaczek - wójt,Bolesław Drabczyński  - sekretarz,Jadwiga Wachowicz z-ca sekretarza,Stanisława Staszak - kancelistka.
W 1978 r. we wsi było 733 mieszkańców. W 1990 r. Łukta została siedziba gminy, zgodnie z nową ustawą o samorządzie gminnym. Pierwszym wójtem gminy został Jan Leonowicz. W 31 grudnia 2011 roku we wsi mieszkało 1190 osób.

## Instytucje publiczne
- Urząd Gminy
- Gminny Ośrodek Zdrowia
- Gminny Ośrodek Pomocy Społecznej
- Gminny Ośrodek Kultury
- Komisariat Policji
- OSP w Łukcie

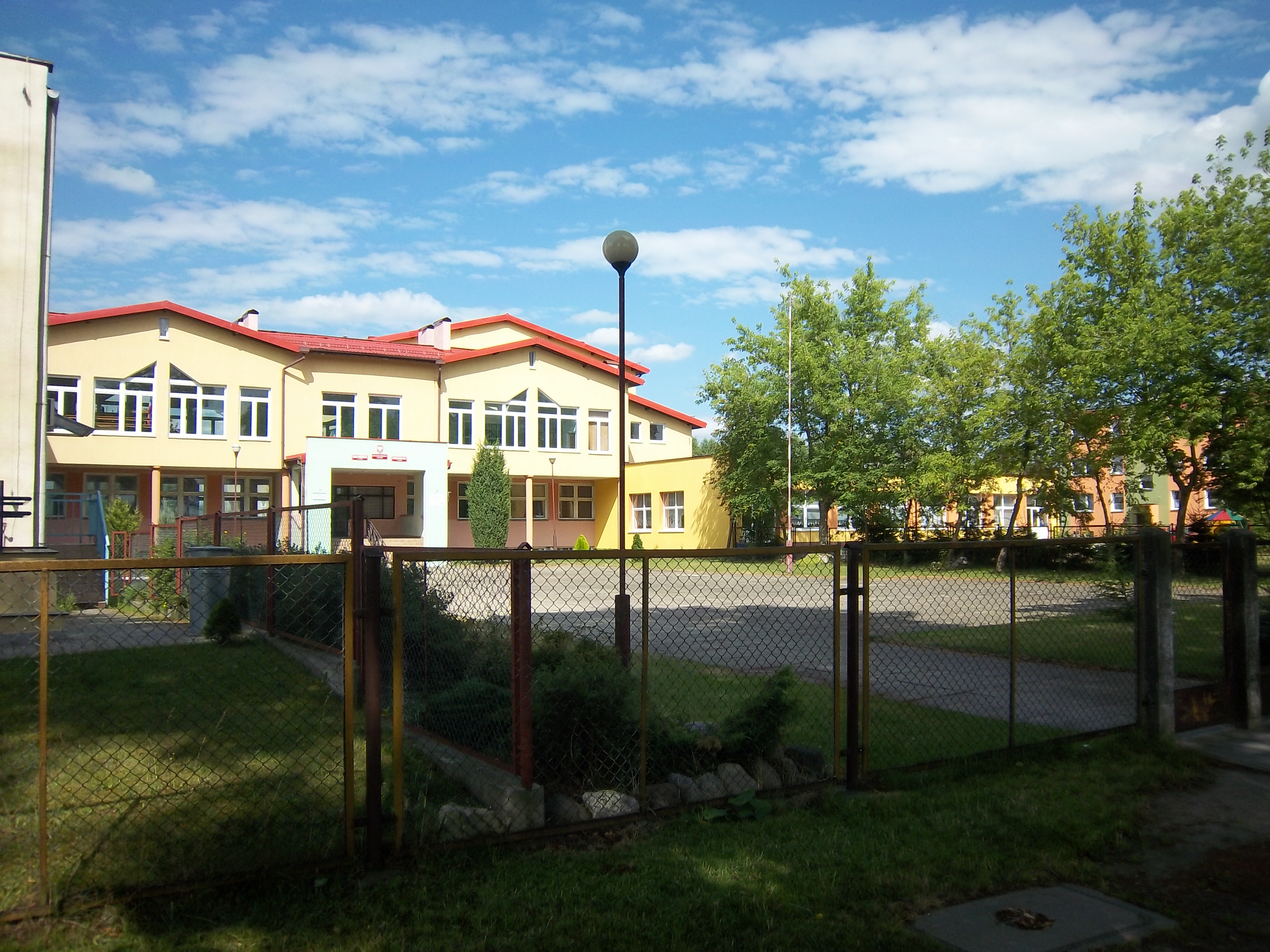
Zespół szkół w Łukcie, za drzewami budynek przedszkola

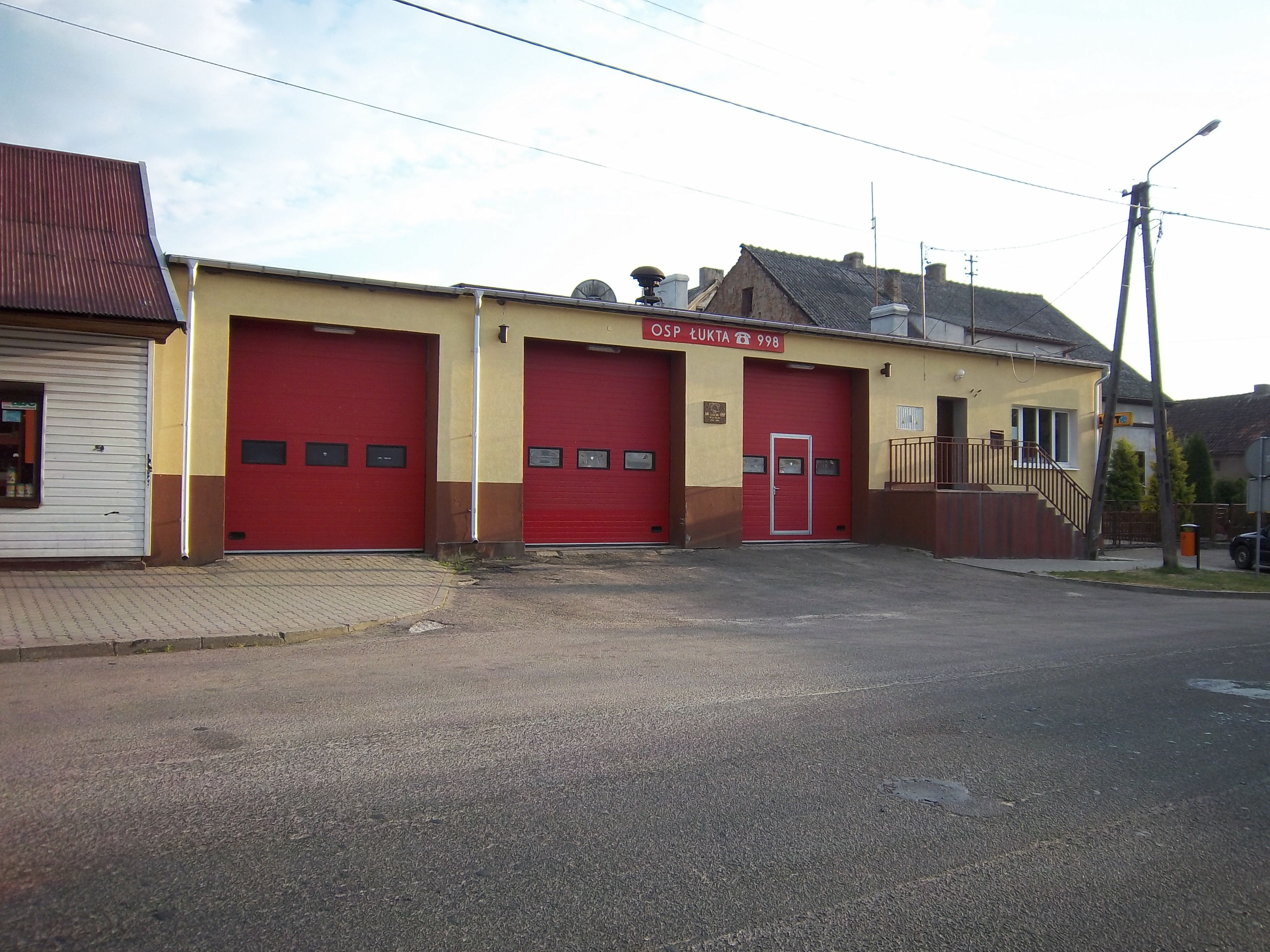
Remiza Ochotniczej Straży Pożarnej w Łukcie

- Zespół szkół w Łukcie (szkoła podstawowa i gimnazjum)
- Gminna biblioteka publiczna
- Urząd pocztowy

## Turystyka

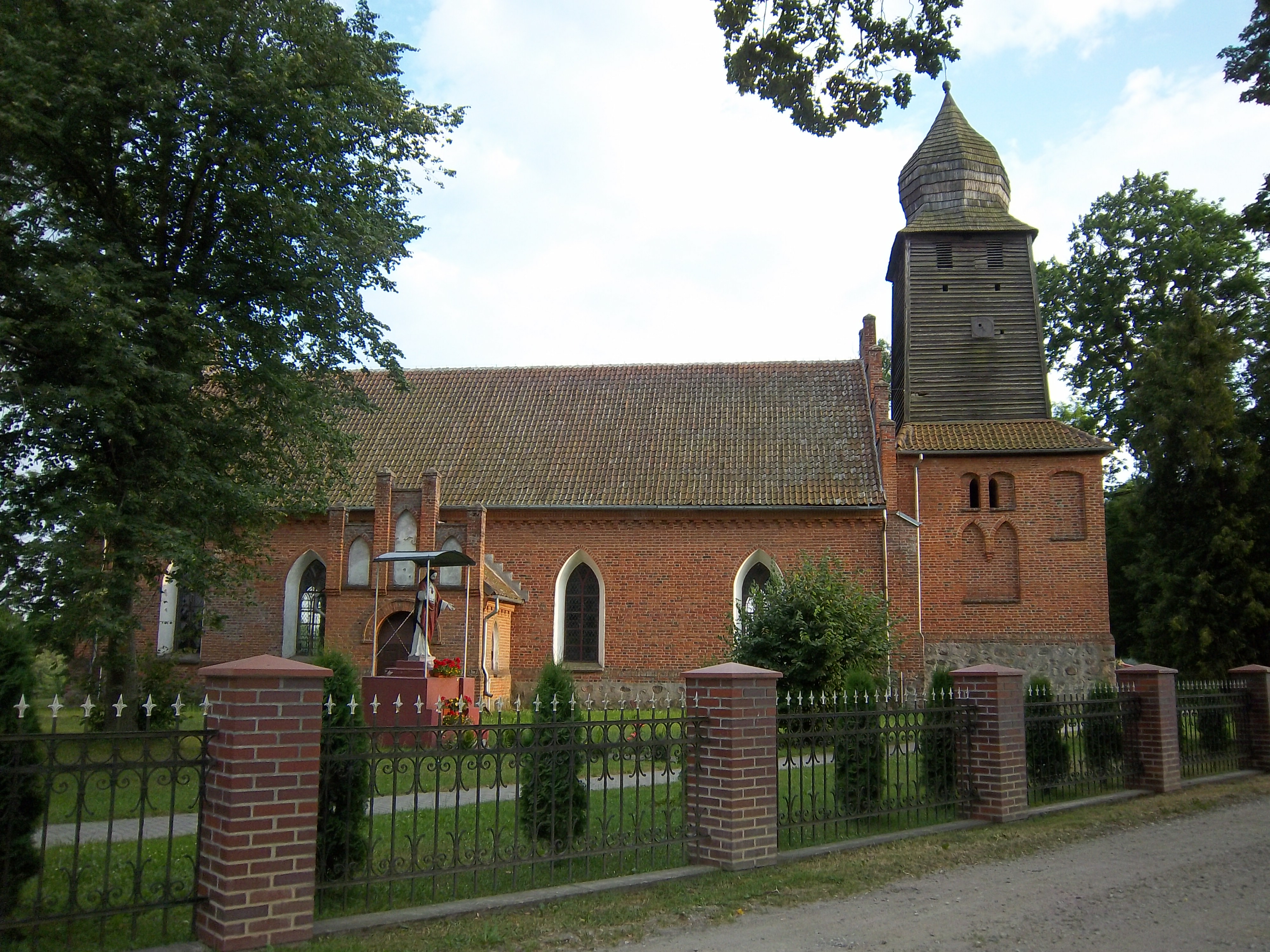
Kościół rzymskokatolicki w Łukcie

### Zabytki
- Rzymskokatolicki kościół parafialny pw. Matki Boskiej Częstochowskiej z 1407 roku (wieża z 1700)[5]

### Atrakcje turystyczne
- Rezerwat przyrody Sosny Taborskie (5 km od Łukty)
- Rezerwat przyrody Ostoja bobrów na rzece Pasłęce (częściowo na terenie gminy Łukta)
- Rezerwat przyrody Wyspa Lipowa (na jeziorze Marąg)

### Trasy rowerowe
Przez Łuktę przebiegają trzy szlaki rowerowe:
- Szlak rowerowy niebieski: Łukta – Ramoty – Niedźwiady – Plichta – Dąg – Molza – Łukta
- Szlak rowerowy zielony: Łukta – Maronie – Kozia Góra – Gubity – Swojki – Florczaki – Dragolice – Łukta
- Szlak rowerowy żółty: Łukta – Komorowo – Pelnik – Łęguty – Grazymy – Wynki – Łukta

## Sport
- Warmiak Łukta – piłka nożna (klasa A, gr. warmińsko-mazurska II)[6]

## Gospodarka
- Zakłady Mięsne Wieczorek

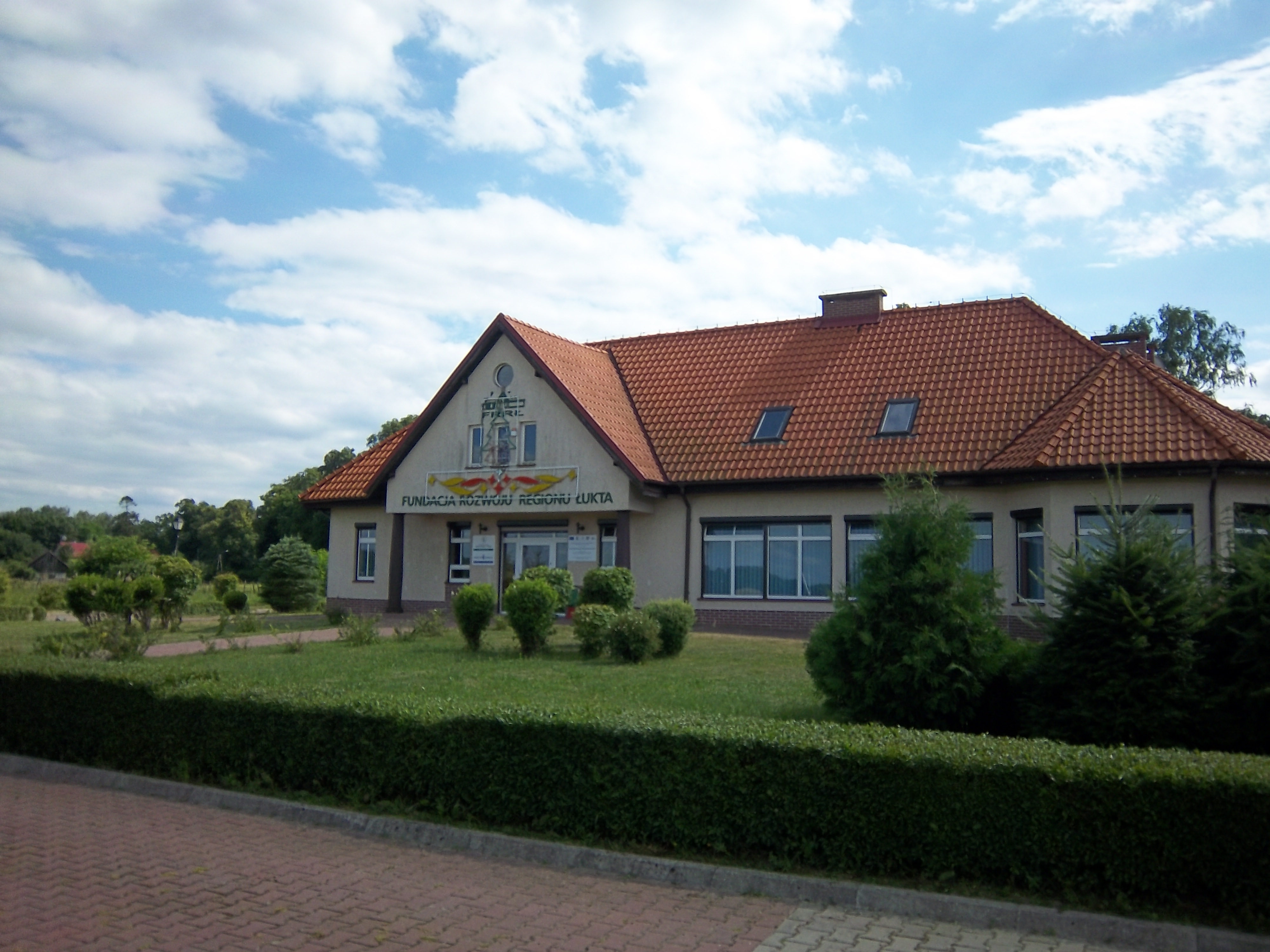
Budynek Fundacji Rozwoju Regionu Łukta

- PPUH "Prosper" Sp. z o.o. (ubój i rozbiór drobiu)
- Warmiński Bank Spółdzielczy – oddział w Łukcie
- Bank Pocztowy – placówka w urzędzie pocztowym

## Kościoły i związki wyznaniowe

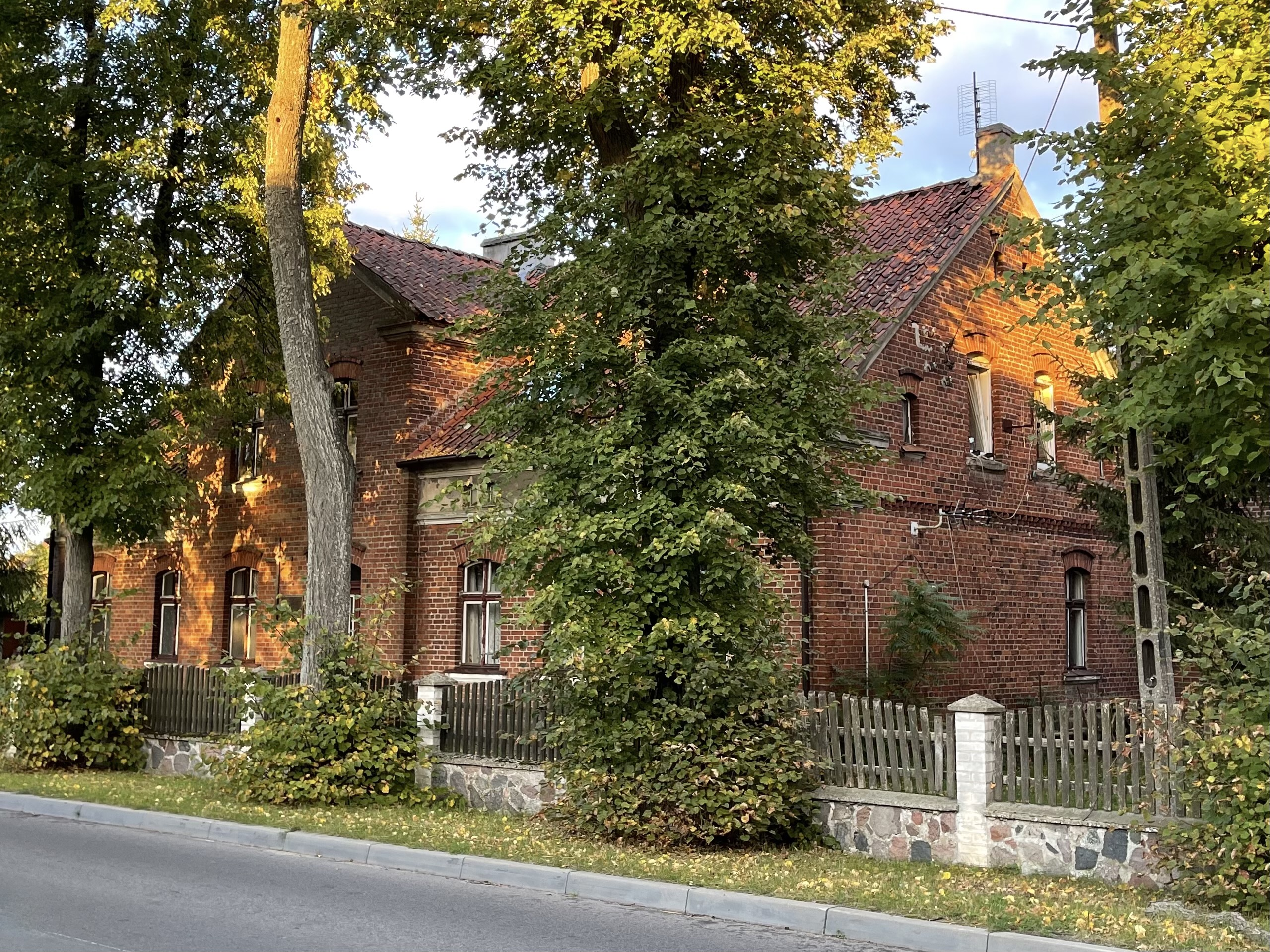
Kaplica parafii metodystycznej

Na terenie Łukty działalność duszpasterską prowadzą dwa kościoły:
- Kościół rzymskokatolicki
  - Dekanat i Parafia w Łukcie (Kościół pw. Matki Boskiej Częstochowskiej)
- Kościół Ewangelicko-Metodystyczny
  - Parafia Ewangelicko-Metodystyczna w Łukcie